# Чарков, Тимофей Никитович
Тимофей Никитович Чарков (1921—1999) — полковник Советской Армии, участник Великой Отечественной войны, Герой Советского Союза (1943).

## Биография
Тимофей Чарков родился 1 сентября 1921 года в деревне Кирюшино (ныне — Тобольский район Тюменской области). После окончания семи классов школы и курсов бухгалтеров работал в колхозе. В 1940 году Чарков был призван на службу в Рабоче-крестьянскую Красную Армию. С апреля 1942 года — на фронтах Великой Отечественной войны. В 1943 году Чарков окончил курсы младших лейтенантов.
К сентябрю 1943 года младший лейтенант Тимофей Чарков командовал ротой 979-го стрелкового полка 253-й стрелковой дивизии 40-й армии Воронежского фронта. Отличился во время битвы за Днепр. 26 сентября 1943 года рота Чаркова переправилась через Днепр в районе села Ходоров Мироновского района Киевской области Украинской ССР и принял активное участие в боях за захват и удержание плацдарма на его западном берегу, за два дня отразив восемь немецких контратак и нанеся противнику большие потери.
Указом Президиума Верховного Совета СССР от 29 октября 1943 года за «мужество и героизм, проявленные при форсировании Днепра и в боях на Букринском плацдарме», младший лейтенант Тимофей Чарков был удостоен высокого звания Героя Советского Союза с вручением ордена Ленина и медали «Золотая Звезда» за номером 7773.
В последующих боях Чарков был тяжело контужен. После окончания войны он продолжил службу в Советской Армии. В 1945 году Чарков окончил курсы усовершенствования офицерского состава. В 1972 году в звании полковника Чарков был уволен в запас. Проживал и работал в Тюмени. Умер 25 декабря 1999 года, похоронен в Тюмени.
Был также награждён орденами Красного Знамени, Отечественной войны 1-й и 2-й степеней, Красной Звезды, рядом медалей.